# Maria's in het Nieuwe Testament

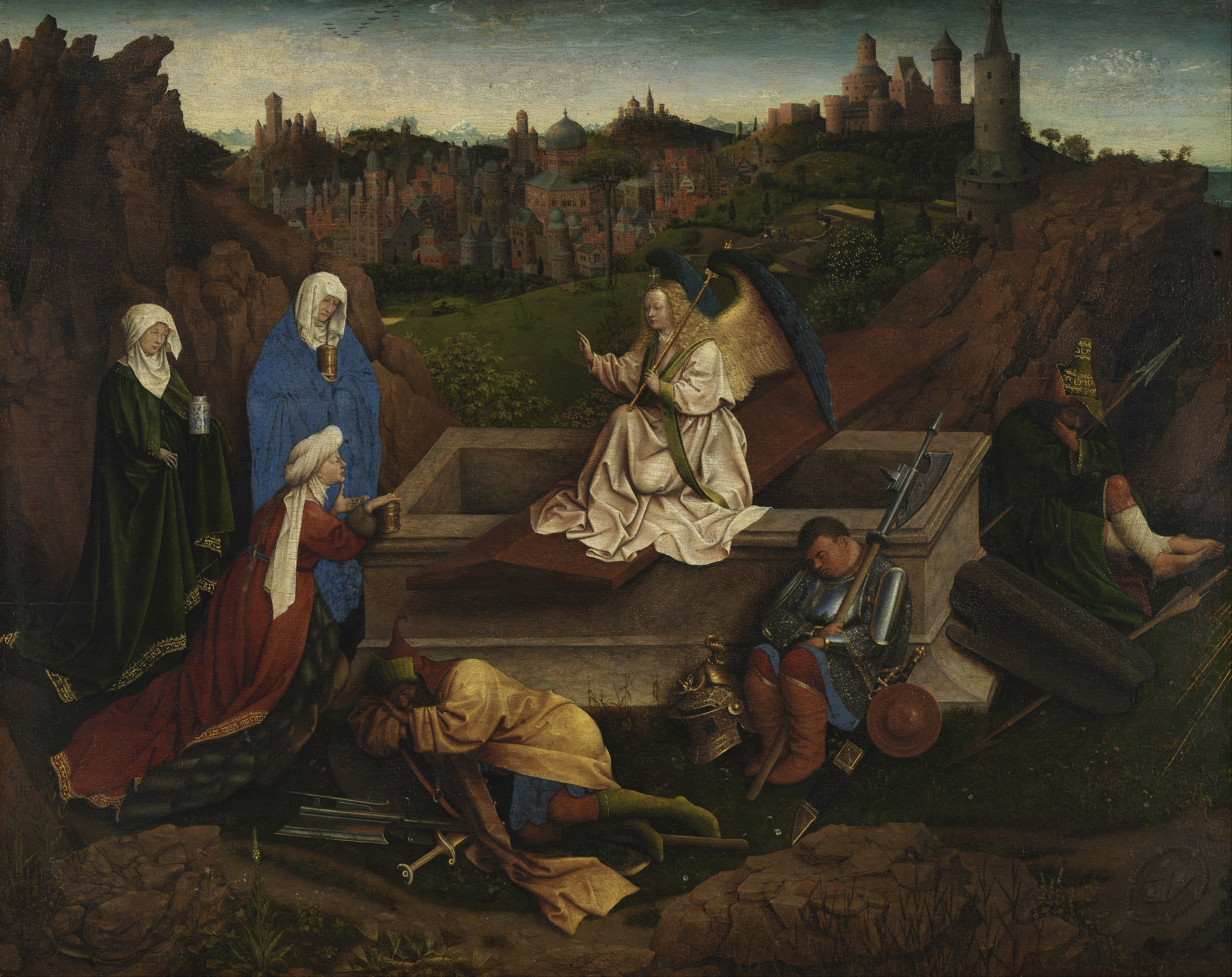
De drie Maria's aan het graf van Hubert en/of Jan van Eyck, 15e eeuw

De naam Maria (Grieks: Μαριαμ of Μαρια) komt 54 keer voor in het Nieuwe Testament, in 49 verzen. Maria was vrijwel zeker de vergriekste vorm van het Hebreeuwse מִרְיָם, mirjām, Mirjam, rond het begin van de christelijke jaartelling verreweg de populairste naam die Palestijnse Joden aan meisjes gaven, zodat ongeveer een op de vier vrouwen Mirjam, en dus in het Grieks 'Maria', heette. Bovendien leveren de meeste vermeldingen van 'Maria' in het Nieuwe Testament uiterst schaarse identificerende informatie. Tradities en onderzoekers zijn het daarom onderling oneens over naar hoeveel unieke vrouwen deze namen verwijzen en welke dezelfde persoon zijn.

## Overzicht

### Historische frequentie van de naam 'Maria'
'Maria' was rond het begin van de christelijke jaartelling verreweg de populairste naam die Palestijnse Joden aan meisjes gaven, zodat ongeveer een op de vier vrouwen 'Maria' heette. Het meest complete onderzoek naar de frequentie van namen is geleverd door professor Tal Ilan, die in 1989 en 2002 lijsten heeft opgesteld van alle bekende namen van Joodse vrouwen die in Palestina woonden tussen 330 v.Chr. en 200 n.Chr.. Volgens haar gegevens uit 1989 waren 58 of 59 van alle 247 vrouwelijke namen die ze heeft gevonden 'Maria' (dat daarmee 23,5% van alle bekende namen omvatte), terwijl 61 andere vrouwen 'Salomé' heetten. Volgens haar verder uitgebreide gegevensverzameling uit 2002 bleken echter 80 van de 317 vrouwen de naam 'Maria' te hebben (25,2%) en werden er 62 vrouwen 'Salomé' genoemd (19,6%). De naam 'Maria' is via zijn Griekse vormen 'Maria', 'Mariam' en 'Mariamme' afgeleid van Mirjam, de zus van Mozes en mogelijk zo'n veelgebruikte naam in de historische tijd en regio van Jezus vanwege de populariteit van prinses Mariamme/Mariamne I de Hasmonese of prinses Mariamme/Mariamne II, de tweede respectievelijk derde vrouw van koning Herodes de Grote (r. 37–4 v.Chr.). In de vier evangeliën van het Nieuwe Testament ligt onder alle vrouwen die bij naam genoemd worden de frequentie van de naam 'Maria' (meestal door onderzoekers geteld als 6 of 7 unieke figuren) veel hoger dan 25%, terwijl er slechts één 'Salomé' is (de naam 'Salomé' komt slechts twee keer voor, beide keren in Marcus, om te verwijzen naar dezelfde persoon), een feit dat onderzoekers heeft verbijsterd.

### Nieuwtestamentische frequentie van de naam 'Maria'
De originele Koinè-Griekse tekst van het Nieuwe Testament maakt 54 keer gewag van de naam 'Maria' in 4 verschillende vormen: Μαρία (18 keer), Μαριὰμ (27 keer), Μαρίαν (2 keer) en Μαρίας (7 keer). De naam 'Maria' komt voorbij in 49 verzen: in 10 gevallen worden er twee verschillende Maria's genoemd in één vers, terwijl in de andere 39 gevallen er slechts sprake is van één Maria per vers.
| Personage | Verzen | Keren                       |
| --- | --- | --------------------------- |
| Maria de moeder van Jezus | Matteüs 1:16,18,20; 2:11; 13:55. Marcus 6:3. Lucas 1:27,30,34,38,39,41,46,56; 2:5,16,19,34. Handelingen 1:14.                                                               | 19                          |
| Maria Magdalena | Matteüs 27:56,61; 28:1. Marcus 15:40,47; 16:1, 16:9*. Lucas 8:2; 24:10. Johannes 19:25; 20:1,11,16,18.                                                                      | 14                          |
| Maria van Bethanië (Johannes 11–12) | Johannes 11:1,2,19,20,28,31,32,45; 12:3 | 9                           |
| Maria (Galilees dorp, Lucas 10) | Lucas 10:39,42 | 2                           |
| Maria van Klopas | Johannes 19:25 | 1                           |
| Maria de moeder van Johannes Marcus | Handelingen 12:12 | 1                           |
| Maria van Rome | Romeinen 16:6 | 1                           |
| Betwist::70 1. "Maria de moeder van Jakobus" 2. "Maria de moeder van Jakobus en Jozef" 3. "Maria de moeder van Jakobus de jongere/kleine en van Joses" 4. "Maria de moeder van Joses" 5. "De andere Maria" | 1. Marcus 16:1. Lucas 24:10. 2. Matteüs 27:56 (Ἰωσὴφ = 'van Jozef') 3. Marcus 15:40 (Ἰωσῆτος = 'van Joses') 4. Marcus 15:47 (Ἰωσῆτος = 'van Joses') 5. Matteüs 27:61; 28:1. | 7: 1. 2 2. 1 3. 1 4. 1 5. 2 |
| Totaal aantal Maria's: betwist | Totaal aantal verzen: alle bovenstaande (49) | Totaal: 54                  |

### Identificatie van de nieuwtestamentische Maria's
Volgens een gangbare protestantse traditie zijn er zes vrouwen genaamd 'Maria' in het Nieuwe Testament: Maria de moeder van Jezus; Maria Magdalena; Maria van Bethanië; Maria de moeder van Jakobus de jongere; Maria de moeder van Johannes Marcus; en Maria van Rome.
De katholieke theoloog F.P. Dutripon produceerde een Latijnse Bijbel-Concordans (in 1838 opgedragen aan de aartsbisschop van Parijs), waarin hij 6 mensen genaamd 'Maria' in de Bijbel identificeerde, waarvan er 5 voorkomen in het Nieuwe Testament. Hij vereenzelvigde Maria Magdalena met Maria van Bethanië ('zus van Marta en de uit de dood gewekte Lazarus') als Maria III en stelde Maria de moeder van Jakobus de jongere en Jozef gelijk aan Maria van Klopas als Maria IV.
Sommige moderne onderzoekers stellen dat er 'zes of zeven' personages genaamd 'Maria' kunnen worden onderscheiden in het Nieuwe Testament.:308:269 W. Thomas Sawyer (1990) beweerde dat de Maria uit het Galilese dorp in Lucas 10 dezelfde was als de Maria van Bethanië (een dorp in Judea) in Johannes 11 en 12, dat Maria van Klopas wellicht 'de andere Maria' was en bovendien dezelfde persoon als 'Maria de moeder van Jakobus en Joses' en dat de overige betwiste Maria's allemaal vereenzelvigd dienden te worden met 'Maria de moeder van Jakobus de jongere en Joses'; Sawyer verwierp het idee dat Maria Magdalena de zondige vrouw uit Lucas 7 was. John Painter (2004) telde 'zes of zeven verschillende vrouwen' en ordende hen als 'de moeder van Jezus, Maria Magdalena, de moeder van Jakobus de Kleine en Jozef, de vrouw[?] van Klopas, de zus van Marta en Lazarus, de moeder van Johannes en nog een Maria vermeld door Paulus (Rom 16:6);' hij gaf geen indicatie welke twee Maria's mogelijk dezelfde persoon zouden kunnen zijn.:308 W. T. Dayton (2010) beweerde dat de Maria uit het Galilese dorp uit Lucas 10 eigenlijk in Bethanië woonde net als Johannes' Maria van Bethanië, dat 'de andere Maria' 'Maria de moeder van Jakobus de jongere en van Jozef/Joses' was en speculeerde (maar concludeerde niet definitief) dat dit dezelfde persoon was als Maria of Klopas; tot slot verwierp hij het idee dat Maria Magdalena de zondige vrouw uit Lucas 7 was. Raymond E. Brown (1978) wees erop dat Marcus 6:3 en Matteüs 13:55 beweren dat Jezus' moeder Maria heette en dat Jezus ook vier broers had genaamd Jakobus, Joses (volgens Marcus) of Jozef (volgens Matteüs), Judas en Simon; deze verzen vertonen zulke opmerkelijke overeenkomsten met de verzen Marcus 15:40 ('Maria de moeder van Jakobus de jongere en van Joses') en Matteüs 27:56 ('Maria de moeder van Jakobus en Jozef') dat de laatste twee verzen in feite ook naar de moeder van Jezus zouden kunnen verwijzen en niet naar een apart persoon.:68

## Maria de moeder van Jezus

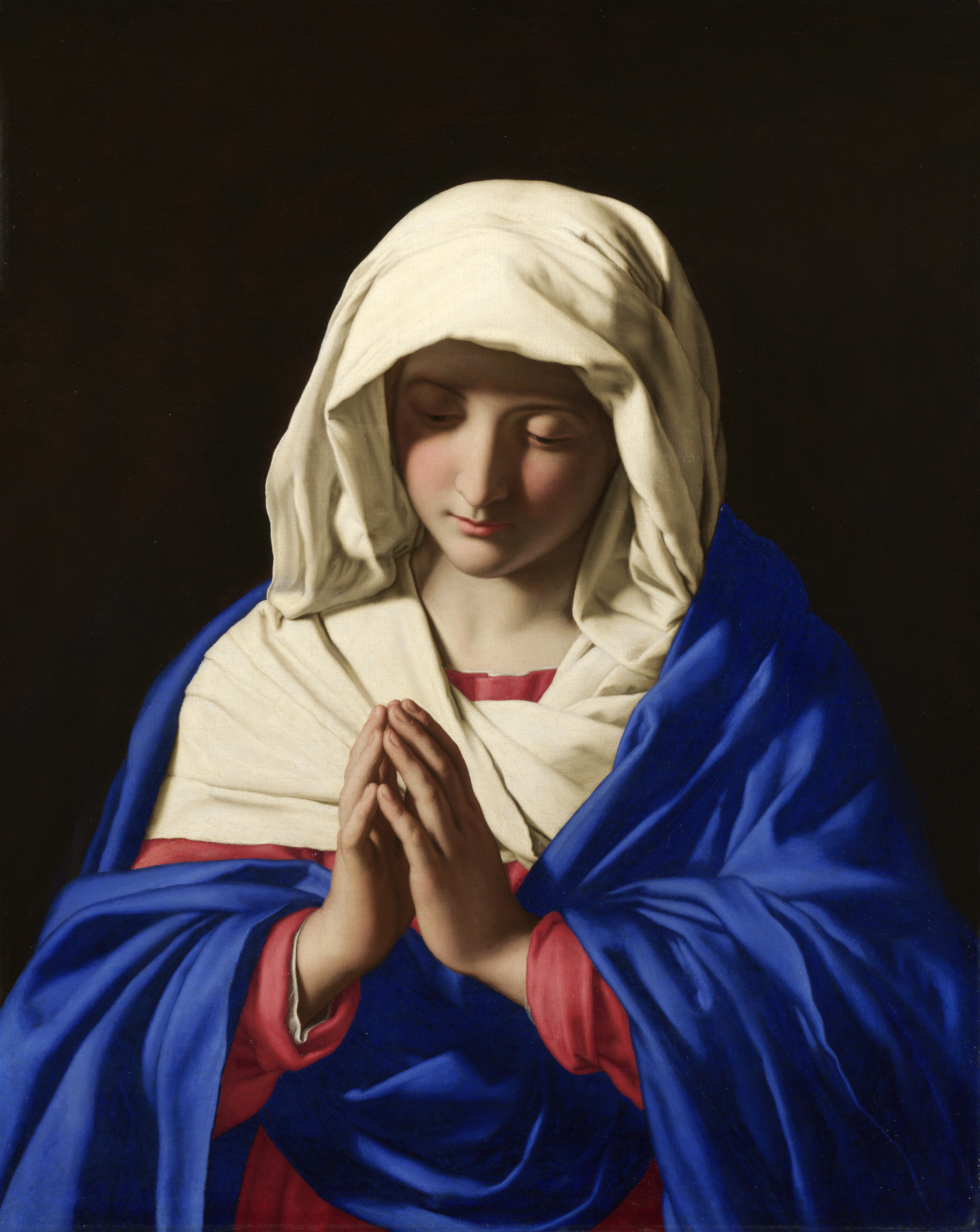
De maagd in gebed, rond 1645 geschilderd door Sassoferrato.

Maria de moeder van Jezus, bijgenaamd Madonna en Heilige Maagd, is de belangrijkste vrouwelijke figuur in het christendom. De termen mariologie (de academische studie van de figuur Maria), Mariaverering en Mariaverschijning zijn afgeleid van Maria de moeder van Jezus.
Ze wordt twaalf keer bij naam genoemd in het Evangelie volgens Lucas, vijf keer in het Evangelie volgens Matteüs, eenmalig in het Evangelie volgens Marcus en eenmalig in de Handelingen van de apostelen. Verder wordt deze Maria nergens bij naam genoemd, maar soms is duidelijk dat zij bedoeld wordt. De oudste naamloze verwijzing naar deze Maria staat in de Brief van Paulus aan de Galaten vers 4:4: '...God zond zijn zoon, geboren uit een vrouw...', waarmee Paulus de menselijkheid van Jezus benadrukte.
Bijna alle keren dat Maria bij naam wordt genoemd zijn in het verhaal van de Geboorte van Jezus, die alleen wordt verteld in Matteüs en Lucas, niet in Marcus of Johannes. Slechts twee passages in de evangeliën, Marcus 6:3 en Matteüs 13:55, vermelden haar (en andere familieleden) later in het leven van Jezus en worden algemeen gezien als parallelle passages; Lucas 4:22 lijkt er ook op, maar noemt Jezus alleen als 'de zoon van Jozef'. Daarnaast vertellen zowel Matteüs 12:46–50 als Marcus 3:31–35 als Lucas 8:19–21 een bezoek van Maria (samen met Jezus' broers) aan de volwassen Jezus zonder haar bij naam te noemen. Tot slot beschrijft Lucas 2:39‒52 een verhaal over de twaalfjarige Jezus in de Tempel, waarin zijn moeder weer een rol speelt maar niet bij naam wordt genoemd.
Het Evangelie volgens Johannes noemt de moeder van Jezus tweemaal (Johannes 2:1–12 en 19:25–27) maar niet bij naam; het is bovendien het enige evangelie dat expliciet vermeldt dat zij aanwezig was bij de kruisiging van Jezus.

## Maria Magdalena

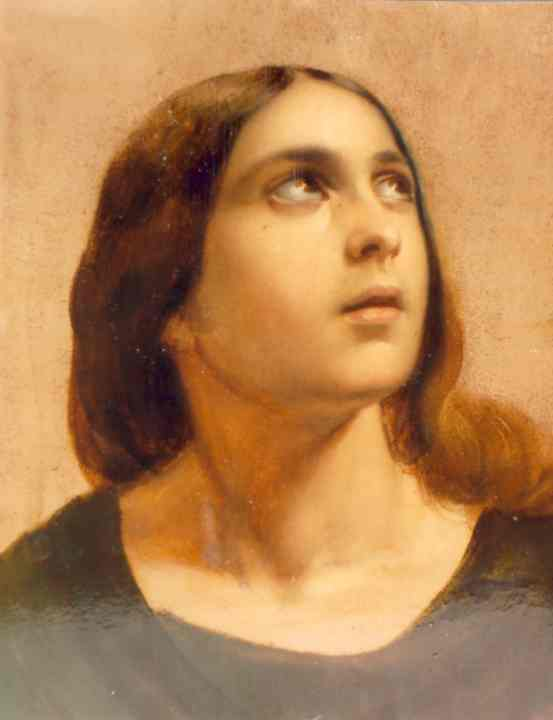
Magdalena door Gheorghe Tattarescu (19e eeuw)

Maria Magdalena wordt in de oorspronkelijke evangeliën 13 keer genoemd::194 drie keer in Matteüs (27:56,61; 28:1), drie keer in Marcus (15:40,47; 16:1), twee keer in Lucas (8:2; 24:10) en vijf keer in Johannes (19:25; 20:1,11,16,18). Marcus 16:9 is pas later aan het Nieuwe Testament toegevoegd; dit vers bevat de 14e vermelding van Maria Magdalena. Ze is een van de weinige vrouwelijke volgelingen van Jezus die bij naam wordt genoemd en in alle gevallen (op één na) waarin zij in een groep vrouwen voorkomt wordt ze als eerste genoemd.:430
Maria Magdalena wordt slechts één keer expliciet genoemd voorafgaand aan de kruisiging van Jezus, namelijk in Lucas 8:2–3, waarin zij een van de slechts drie bij naam geïdentificeerde vrouwen is van de vele vrouwen die Jezus tijdens zijn reizen vergezelden. In deze verzen wordt ze omschreven als een van de 'vrouwen die van kwade geesten en ziekten genezen waren' en degene 'bij wie zeven demonen waren uitgedreven'. Drie van de vier evangeliën noemen Maria Magdalena als een van de vrouwen die aanwezig was bij de kruisiging, terwijl Lucas alleen gewag maakt van 'de vrouwen die hem vanuit Galilea gevolgd waren'. Matteüs en Marcus vermelden dat zij getuige was van de graflegging van Jezus, Lucas vermeldt alleen 'de vrouwen uit Galilea' zonder naam en Johannes vermeldt helemaal geen vrouwen. Alle vier evangeliën melden echter dat Maria Magdalena behoorde tot de vrouwen die daarna de graftombe van Jezus leeg aantroffen; volgens Johannes was zij zelfs de enige.
Verscheidene christelijke tradities en moderne wetenschappers hebben Maria Magdalena vereenzelvigd met andere vrouwen in het Nieuwe Testament, maar geen van deze identificaties wordt algemeen aanvaard. Met name rooms-katholieke tradities hebben haar vereenzelvigd met Maria van Bethanië (Johannes 11–12) en de ongenaamde zondige vrouw van Lucas 7:37–39, hetgeen heeft geleid tot het idee dat ze vaker in het Nieuwe Testament genoemd wordt dan Maria de moeder van Jezus en ook tot legendevorming over dat zij een rolmodel zou zijn voor tot inkeer gekomen zondaars en zelfs, volgens Paus Gregorius I in 591, een prostituée die haar leven heeft gebeterd. Deze opvatting, die tot in het extreme werd opgerekt in de Legenda aurea (geschreven circa 1260), wordt sinds 1969 door de Rooms-Katholieke Kerk officieel afgewezen en wordt algemeen verworpen door moderne nieuwtestamentici, maar blijft desondanks populair in de volksdevotie en -cultuur.

## Maria (Galilees dorp, Lucas 10)

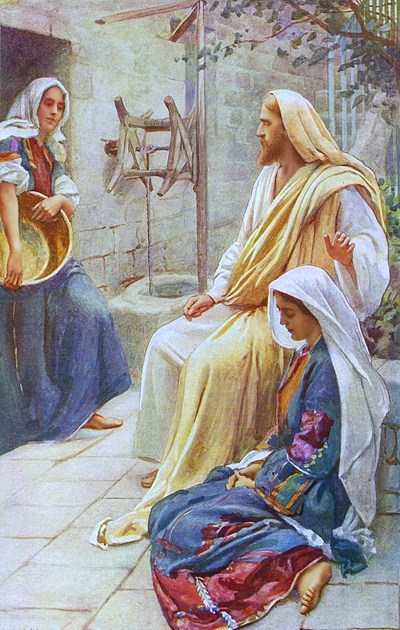
Jesus at the home of Martha and Mary door Harold Copping verbeeldt een scène uit Lucas 10

In Lucas 10:38–42 bezoekt Jezus twee zussen genaamd Maria en Marta in een ongenaamd dorp in Galilea. Hoewel er verscheidene overeenkomsten zijn tussen deze Maria en Marta en die in Johannes, zijn er ook significante verschillen, zoals het feit dat Lucas geen gewag maakt van een broer genaamd Lazarus. Er is ook geen geografische reden om aan te nemen dat het ongenaamde dorp van Marta en Maria in Lucas 10:38 dient te worden geïdentificeerd als Bethanië in Judea, want Lucas' Jezus was onderweg van Galilea door Samaria naar Jeruzalem in Judea (Lucas 9:51–53; 13:22; 17:11; 18:31; 19:11; 19:28; 19:41) en bereikte de grens tussen Galilea en Samaria pas in vers 17:11, dus het moet een dorp in Galilea zijn geweest. Bovendien zijn wetenschappers het er algemeen over eens dat de zondige vrouw uit Lucas 7 ook niet Maria van Bethanië was en de tekst van Lucas 7 toont aan dat de zondige vrouw in de stad Naïn woonde, niet in een ongenaamd dorp zoals Marta en Maria in Lucas 10. Tot slot is er geen consensus over de vraag of de Maria uit Lucas 10 ook de ongenaamde vrouw is in Matteüs 26 en Marcus 14.
Esler & Piper (2006) stelden dat de auteur van het Evangelie volgens Johannes expres verschillende losstaande verhalen uit de synoptische evangeliën met elkaar heeft vermengd, namelijk het Marcus–Matteüsverhaal van de zalving van Jezus (voor zijn naderende dood) door de ongenaamde vrouw in Bethanië (Marcus 14 en Matteüs 26), het Lucasverhaal van de opwekking van de zoon van de weduwe van Naïn (Lucas 7), het Lucasverhaal van Jezus' bezoek aan Marta en Maria in het ongenaamde Galilese dorp (Lucas 10) en de Lucasgelijkenis van de rijke man en Lazarus (Lucas 16). De auteur streefde niet naar het leveren van een historisch nauwkeurig verslag van wat er was gebeurd, maar combineerde voor theologische doeleinden verschillende reeds bestaande narratieven om daarmee Lazarus, Maria en Marta van Bethanië te construeren als prototype van een christelijke familie die vroege christenen ten voorbeeld moest dienen.

## Maria van Bethanië (Johannes 11–12)
In het Evangelie volgens Johannes 11:1–12:8 was deze Maria de zus van een zekere Marta en een zekere Lazarus, met wie zij woonde in het dorp Bethanië in Judea in de buurt van Jeruzalem, waar Jezus minstens twee keer bij hen op bezoek kwam. In Johannes 11 wekte Jezus Maria's broer Lazarus op uit de dood. Maria, Marta en Lazarus bleken op dat moment al goede vrienden van Jezus te zijn. Tijdens een tweede bezoek in Johannes 12 zalfde deze Maria de voeten van Jezus.:8

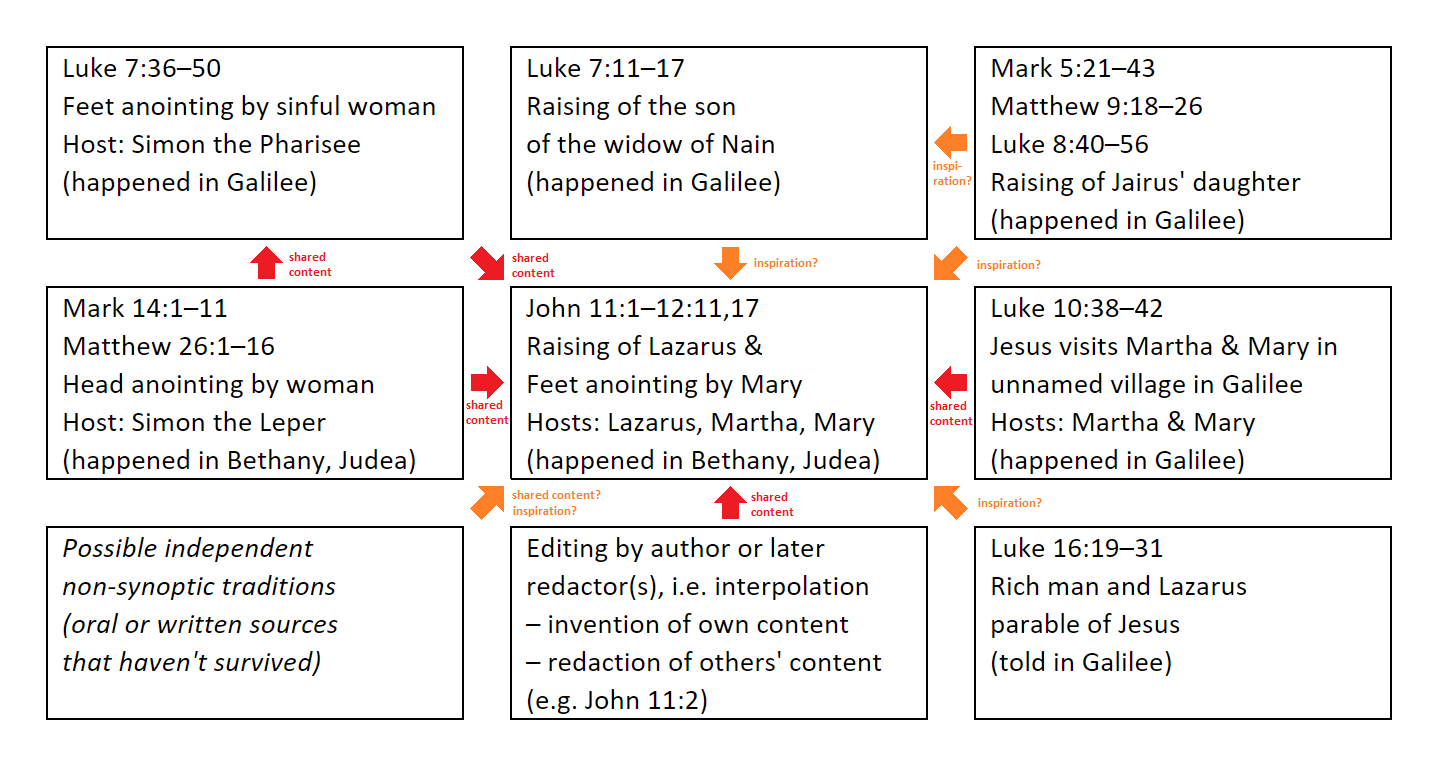
Nieuwtestamentici hebben getracht te verklaren hoe de verhalen over Lazarus, Maria, Marta en de Zalving van Jezus waarschijnlijk zijn ontwikkeld en uiteindelijk gecombineerd in Johannes 11:1–12:11,17.

Drie andere passages in respectievelijk Matteüs, Marcus en Lucas beschrijven een ongenaamde vrouw die Jezus' hoofd zalfde (Marcus 14 en Mattheüs 26), of een ongenaamde zondige vrouw die Jezus' voeten zalfde (Lucus 7). Deze vrouw wordt, of deze vrouwen worden, door sommige maar zeker niet alle geleerden geïdentificeerd als deze Maria uit Bethanië, of als Maria Magdalena, of allebei. Met name de rooms-katholieke traditie heeft de zondige vrouw in Lucas 7 geassocieerd met zowel Maria van Bethanië als Maria Magdalena. Naar aanleiding van eerdere conclusies van wetenschappers en exegeten heeft de Rooms-Katholieke Kerk in 1969 uiteindelijk officieel erkend dat Maria van Bethanië, Maria Magdalena en de ongenaamde zondige vrouw drie verschillende personen waren.
In Lucas 7:36–40 dineert Jezus in het huis van een farizeeër die Simon heet (daarom bekend als 'Simon de Farizeeër'). Er wordt geen plaats aangegeven, maar uit het voorgaande verhaal blijkt dat Jezus net in Kafarnaüm (Lucas 7:1) en Naïn (Lucas 7:11) is geweest en enige tijd later het Meer van Galilea oversteekt richting Gerasa (Lucas 8:22–27); de setting van dit verhaal is daarom waarschijnlijk ook ergens in Galilea, waarschijnlijk de stad Naïn. "Een vrouw die in de stad bekendstond als zondares" wiens naam niet wordt vermeld huilde de voeten van Jezus nat en zalfde die vervolgens. Veel wetenschappers beschouwen dit als hetzelfde incident als beschreven in Matteüs 26 en Marcus 14, ondanks enkele discrepanties. Sommige autoriteiten vereenzelvigen deze persoon met Maria Magdalena en sommigen de gebeurtenis met het relaas in Johannes 12, wederom ondanks de tegenspraken. Andere geleerden houden het erop (en de Rooms-Katholieke Kerk erkent sinds 1969) dat dit drie verschillende gebeurtenissen zijn en drie van elkaar te onderscheiden mensen; met name Maria Magdalena wordt nergens beschreven als de zalver van Jezus en lijkt niets te maken te hebben met de Galilese zondige vrouw uit Lucas 7 noch met de ongenaamde vrouw uit Bethanië in Matteüs 26 en Marcus 14, noch met Maria van Bethanië in Johannes 11 en 12. Bart D. Ehrman (2006) suggereerde dat de auteur van Lucas opzettelijk het relaas van Marcus 14 heeft veranderd om het aantrekkelijker te maken voor zijn eigen doelpubliek.

## Maria van Klopas

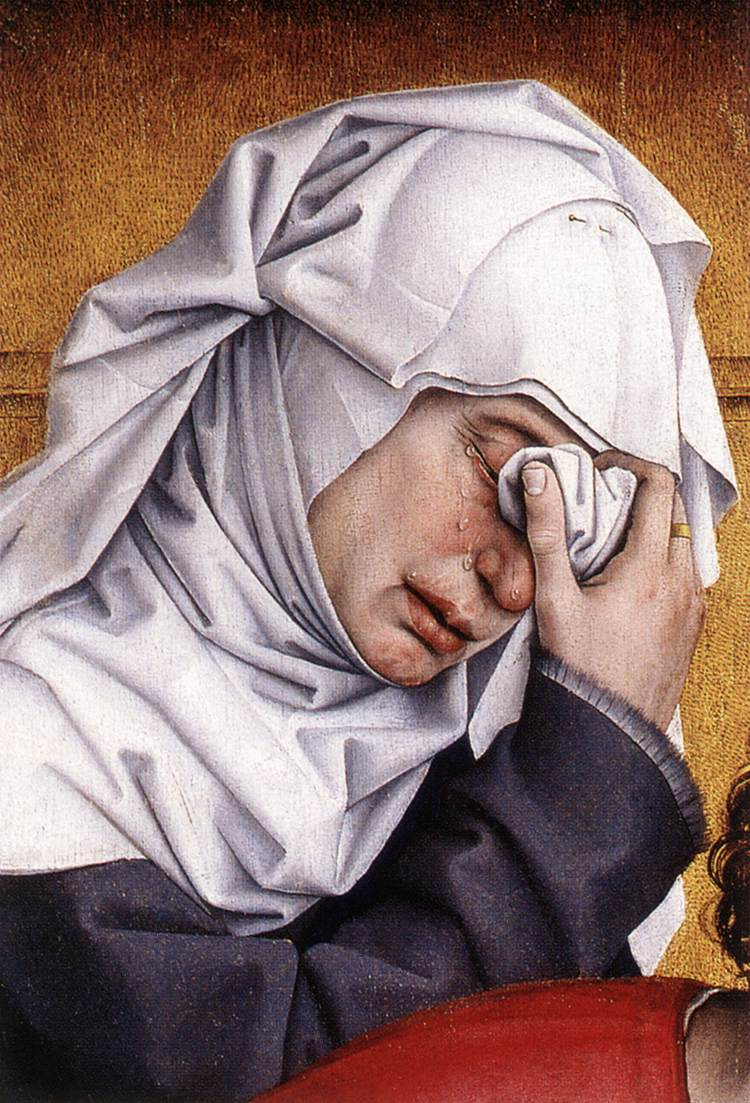
Maria van Klopas in een detail van Rogier van der Weydens Kruisafneming, ca. 1432-35 (Museo del Prado)

Maria van Klopas (Grieks: Μαρία ἡ τοῦ Κλωπᾶ, wat betekent 'Maria, de vrouw van Klopas' (of: 'de dochter van Klopas')), wordt slechts eenmalig genoemd in het Nieuwe Testament, namelijk in Johannes 19:25, waar ze geschaard wordt onder de groep vrouwen die bij het kruis stond:
Εἱστήκεισαν δὲ παρὰ τῷ σταυρῷ τοῦ Ἰησοῦ ἡ μήτηρ αὐτοῦ καὶ ἡ ἀδελφὴ τῆς μητρὸς αὐτοῦ, Μαρία ἡ τοῦ Κλωπᾶ καὶ Μαρία ἡ Μαγδαληνή.
Bij het kruis van Jezus stonden zijn moeder en de zus van zijn moeder, Maria [de vrouw] van Klopas, en Maria van Magdala.
Deze passage kan zodanig worden gelezen dat er sprake is van vier vrouwen: (1) Maria de moeder van Jezus, (2) haar zus (of nicht; in het Aramees zijn die woorden hetzelfde), (3) Maria de vrouw van Klopas en (4) Maria Magdalena. Een alternatieve lezing is dat er slechts drie vrouwen worden genoemd en dat Maria van Klopas ook de zus (of nicht) van Maria de moeder van Jezus was, zoals sommige tradities en wetenschappers beweren. Sommige Bijbelvertalingen zoals de NBV21 en de Herziene Statenvertaling voegen tussen de woorden "en haar zus" en "Maria [de vrouw] van Klopas" het Nederlandse woordje "en" toe, maar er staat geen "en" (Grieks: καὶ) op die plek in de Griekse brontekst. Andere vertalingen zoals NBG 1951 en Statenvertaling 1977 volgen hier de Griekse brontekst en maken zo de lezing van drie vrouwen mogelijk.
Brown (1978) wees erop dat het zelfs mogelijk is om dit vers zodanig te lezen dat er slechts twee vrouwen waren, namelijk dat Maria van Klopas de moeder van Jezus was en Maria Magdalena de zus van zijn moeder, maar dat dit wel erg onwaarschijnlijk zou zijn geweest aangezien Maria de moeder van Jezus getrouwd was met Jozef, niet met Klopas.:68–69 James Tabor (2006) suggereerde echter dat Maria van Klopas dezelfde persoon was als Maria de moeder van Jezus en dat Klopas haar tweede man werd nadat Jozef zou zijn overleden.
Veel onderzoekers identificeren Maria van Klopas met de andere Maria die tweemaal genoemd wordt in Matteüs en daarom ook met Maria de moeder van Jakobus (de jongere) in de parallelle passages in Marcus.
Sommige wetenschappers hebben gesuggereerd dat Klopas een variantspelling van Kleopas is, dat derhalve Maria van Klopas de vrouw van Kleopas was en ook de ongenaamde persoon die bij hem was toen zij de opgestane Jezus tegenkwamen op de weg naar Emmaüs in Lucas 24:13–35. Deze opvatting is echter een minderheidsstandpunt.

## Maria de moeder van Johannes Marcus
Maria, de moeder van Johannes, bijgenaamd Marcus, wordt slechts eenmalig genoemd in Handelingen 12:12. Aangezien ze eigenares was van een huis in Jeruzalem, wordt algemeen aangenomen dat zij een weduwe was, omdat vrouwen geen bezit mochten hebben als ze getrouwd waren.:286 Uit het feit dat ze een groot huis had waar christenen konden samenkomen en ook een dienstmeisje/slavin (παιδίσκη) genaamd Rhode had (Hand. 12:13) kan ook worden afgeleid dat ze rijk was en waarschijnlijk zelf ook een christen.:286
Over deze Maria is verder niets bekend en wie haar zoon 'Johannes Marcus' precies was is ook onduidelijk.:286 Er is wel gespeculeerd dat zij dezelfde persoon is als Maria van Rome (Romeinen 16:6), maar deze bewering wordt niet algemeen aanvaard en is niet meer dan giswerk.

## Maria van Rome
In de Brief van Paulus aan de Romeinen vers 16:6 verzoekt Paulus de geadresseerden het volgende: "Groet Maria, die zich veel moeite voor u heeft getroost." Er is verder niets anders over deze persoon bekend.

## Betwiste Maria's

### Maria de moeder van Jakobus/Jozef/Joses
Er zijn enkele passages in de synoptische evangeliën die, in verschillende bewoordingen, lijken te verwijzen naar één of meerdere vrouwen die Maria de moeder van Jakobus (de jongere/kleine) en van Joses/Jozef heette(n) en twee passages in Matteüs die gewag maken van 'de andere Maria', die ofwel dezelfde ofwel een andere Maria moet voorstellen. Het betreft::70
1. "Maria de moeder van Jakobus" in Marcus 16:1 en Lucas 24:10.
2. "Maria de moeder van Jakobus en Jozef" in Matteüs 27:56 (Ἰωσὴφ = 'van Jozef')
3. "Maria de moeder van Jakobus de jongere/kleine en van Joses" in Marcus 15:40 (Ἰωσῆτος = 'van Joses')
4. "Maria de moeder van Joses" in Marcus 15:47 (Ἰωσῆτος = 'van Joses')
5. "De andere Maria" in Matteüs 27:61 en 28:1.

Brown (1978) wees op de overeenkomsten tussen Marcus 6:3 en Matteüs 13:55 enerzijds en Marcus 15:40 en Matteüs 27:56 anderzijds, overwegende dat deze 'Maria de moeder van Jakobus en Jozef/Joses' wellicht identiek is aan Maria de moeder van Jezus, die ook de moeder van een zekere Jakobus en een zekere Jozef zou zijn geweest.:68 Hij concludeerde dat het waarschijnlijk twee verschillende Maria's waren, maar vertelde erbij dat onderzoekers het oneens zijn of het wel of niet dezelfde Jakobus en Jozef/Joses zouden zijn geweest.:69–71 Katholieke geleerden zijn het ook oneens over de vraag wie "Jakobus" is in elk van deze verzen.

### De andere Maria
Twee passages in Matteüs (27:61 en 28:1) verwijzen naar "Maria Magdalena en de andere Maria". Veel onderzoekers identificeren "de andere Maria" als Maria van Klopas en/of als "Maria de moeder van Jakobus (de jongere)" in de parallelle passages in Marcus.

## Personen die 'Maria' zouden heten
Verscheidene vrouwen in het Nieuwe Testament hebben geen naam of hebben zelfs een andere naam dan 'Maria', maar zijn desondanks de naam 'Maria' toegeschreven door latere christelijke tradities, ofwel door verwarring of door een vergelijkende analyse van de teksten.

### Hoofdzalvers en zondige vrouw

Volgens Lucas 7 zalfde een zondige vrouw Jezus in Naïn in Galilea. De andere drie evangeliën vertellen dat een vrouw Jezus zalfde in Bethanië in Judea; alleen Johannes noemt deze vrouw 'Maria'.

Vanwege de gelijkenissen tussen de vier evangelieverhalen over de Zalving van Jezus, waarbij alleen de versie van Johannes de zalvende vrouw 'Maria' noemt, hebben christelijke tradities de naam 'Maria' aan al deze vrouwen gegeven. En omdat drie van de vier evangeliën dit verhaal in het Judese dorp Bethanië plaatsen zijn alle vier vrouwen vaak als 'Maria van Bethanië' bestempeld, hoewel de zondige vrouw uit Lucas 7 Jezus zalfde in de Galilese stad Naïn. Hoewel de moderne theologie en wetenschap vrijwel universeel het erover eens is dat geen van deze vrouwen dient te worden verward met Maria Magdalena (die daarom op grond van Lucas 7 noch als een 'zondares' noch als een 'prostituée' kan worden beschouwd) en onderzoekers het doorgaans ook eens zijn dat de zondige vrouw van Naïn uit Lucas 7 (ook wel bekend als de 'Galilese zondares') te onderscheiden is van Maria van Bethanië, bestaat er nog geen consensus over de vraag of de vrouwen in Marcus 14 en Matteüs 26 tot Maria (van Bethanië) kunnen worden bestempeld op grond van de gelijkenissen met Johannes 11–12. Esler & Piper (2006) betoogden dat de auteur van Johannes slechts de namen Maria en Marta heeft geleend van het verhaal van de zussen die in het ongenoemde dorp in Galilea woonden in Lucas 10, dat niets te maken had met de hoofdzalving van Jezus door een ongenaamde vrouw in Bethanië in Marcus 14 en Matthew 26 en ook geen overtuigende link had met de voetzalvende zondige vrouw van Naïn in Lucas 7. Als er al ooit een vrouw is geweest die Jezus op wat voor manier dan ook heeft gezalfd, is er dus geen reden om aan te nemen dat zij daadwerkelijk 'Maria' heette, ook al beweert Johannes 11–12 van wel. Gezien de relatieve historische oververtegenwoordiging van de naam 'Maria' en ondervertegenwoordiging van de naam 'Salomé' onder Palestijnse Joodse vrouwen in het Nieuwe Testament is het waarschijnlijker dat een willekeurige vrouw 'Salomé' zou heten. Tot slot lijkt de gastheer/gastvrouw die Jezus in zijn/haar huis ontvangt in ieder verhaal een ander personage te zijn, waarbij er vier verschillende te onderscheiden zijn: Simon de Melaatse in Marcus en Matteüs, Simon de Farizeeër in Lucas 7, Marta in Lucas 10 en Lazarus van Bethanië in Johannes 11–12.
| Evangelie      | Locatie                   | Personage                | Wat deed zij?                                   | Broers/zussen              | Gastheer/vrouw       |
| -------------- | ------------------------- | ------------------------ | ----------------------------------------------- | -------------------------- | -------------------- |
| Marcus 14      | Bethanië, dorp in Judea   | ongenaamde vrouw         | zalfde Jezus' hoofd                             | geen broers/zussen vermeld | Simon de Melaatse    |
| Matteüs 26     | Bethanië, dorp in Judea   | ongenaamde vrouw         | zalfde Jezus' hoofd                             | geen broers/zussen vermeld | Simon de Melaatse    |
| Lucas 7        | Naïn, stad in Galilea     | ongenaamde zondige vrouw | huilde op, zalfde en haar-droogde Jezus' voeten | geen broers/zussen vermeld | Simon de Farizeeër   |
| Lucas 10       | ongenaamd dorp in Galilea | Maria                    | zat bij Jezus' voeten naar Jezus te luisteren   | Marta                      | Marta                |
| Johannes 11–12 | Bethanië, dorp in Judea   | Maria                    | zalfde en haar-droogde Jezus' voeten            | Marta en Lazarus           | Lazarus van Bethanië |

### Salomé
De naam 'Salomé' komt slechts twee keer voor in het Nieuwe Testament, beide keren in het Evangelie volgens Marcus (verzen 15:40 en 16:1). Omdat Marcus 15:40–41 veel lijkt op Matteüs 27:55–56, met als belangrijkste verschil dat 'de moeder van de zonen van Zebedeüs' de plaats van 'Salomé' inneemt, wordt vaak aangenomen dat Salomé ook 'de moeder van de zonen van Zebedeüs' is, al is dat niet zeker.:223 Zowel Marcus als Matteüs melden dat er 'vele andere [vrouwen]' (ἄλλαι πολλαὶ) respectievelijk 'veel vrouwen' (γυναῖκες πολλαὶ) waren en het zou best kunnen dat de drie die Marcus daarvan opnoemt niet geheel overlappen met de twee die Matteüs ervan opnoemt en de derde die hij genealogisch beschrijft.:223
Volgens westerse vroeg-christelijke tradities waren er "drie Maria's" bij het kruis; door verschillende geforceerde harmonisatiepogingen zijn christelijke exegeten tot de conclusie gekomen dat Salomé eigenlijk ook 'Maria' heette. In veel middeleeuwse teksten wordt Salomé daarom 'Maria Salomé' genoemd. Zo maakten zowel de Legenda aurea (geschreven circa 1260) als de Franse en Spaanse volksdevotie er 'Maria Magdalena, Maria Cleophas en Maria Salomé' van en negeerden Maria de moeder van Jezus (en Maria de moeder van Jakobus/Jozef/Joses). Zeer waarschijnlijk heeft het feit dat men op deze manier op het voor christenen symbolische getal drie uitkwam mede geleid tot het ontstaan van de traditie van de drie Maria's.
Losch (2008) speculeerde dat Salomé, 'de moeder van de zonen van Zebedeüs' en 'de zus van Jezus' moeder' alle drie dezelfde persoon zijn en Salomé dus de tante van Jezus, maar benadrukte dat dit 'niet op hard bewijs' was gebaseerd.:365–366 Bovendien zei Losch dat 'vele wetenschappers deze verwantschap afwijzen' omdat deze onlogisch geformuleerd is: als dit was wat de Bijbelschrijvers bedoelden, dan hadden ze het wel anders opgeschreven.:185

### Overspelige vrouw
Soms wordt onterecht aangenomen dat de op overspel betrapte vrouw in de Pericope Adulterae (Johannes 7:53–8:11) Maria Magdalena zou zijn vanwege de andere onjuiste associatie van Maria Magdalena met de 'zondige' vrouw uit Naïn in Lucas 7. De van overspel beschuldigde vrouw is echter ongenaamd en in het Evangelie volgens Johannes wordt Maria Magdalena pas in hoofdstuk 20 voor het eerst genoemd.